# Schanze (Dortmund)
Schanze ist ein Ortsteil von Dortmund. Er bildet den Unterbezirk 678 im Statistischen Bezirk Kirchhörde-Löttringhausen, Stadtbezirk Hombruch.
Der Ortsteil grenzt im Süden an den Herdecker Stadtteil Ahlenberg und wurde aus dem Süden der ehemaligen Gemeinde Kirchhörde gebildet. Diese wechselte am 1. April 1887 vom Landkreis Dortmund in den neu errichteten Kreis Hörde. Am 1. August 1929 wurde Kirchhörde nach Dortmund eingemeindet.
Die wichtigste Straßenverbindung im Ortsteil ist die Landesstraße 684 (Hagener Straße).

## Bevölkerung
Zum 31. Dezember 2018 lebten 386 Einwohner in Schanze.

### Bevölkerungsentwicklung
| Jahr | Einw. |
| ---- | ----- |
| 2003 | 348   |
| 2008 | 357   |
| 2013 | 384   |
| 2018 | 386   |